# Aquanox
Aquanox (von lat.: aqua = Wasser und nox = Nacht) ist eine 3D-Unterwasser-Kampfsimulation des deutschen Entwicklerstudios Massive Development aus dem Jahr 2001 für Windows. Es ist der Nachfolger zu Schleichfahrt und erschien im Vertrieb des Ravensburger-Labels Fishtank Interactive.

## Handlung
Schauplatz ist wie im Vorgänger das Weltmeer im Jahr 2666, in dessen Tiefen sich die Menschheit nach der radioaktiven Verseuchung der Oberfläche zurückgezogen und neue Unterwasserreiche gegründet hat. Die neue Lebenswelt der Menschen wird landläufig einfach nur Aqua genannt. Der Spieler übernimmt abermals die Rolle des Söldners Emerald „Dead Eye“ Flint, der sich nach seinem Sieg gegen die Bionten wieder als Söldner verdingt. Als jedoch sein U-Boot „Succubus“ nach durchzechter Nacht gestohlen wird, muss er sich wieder einmal durch die Annahme kleinerer Aufträge von ganz unten nach oben arbeiten, wobei er sowohl gegen Piraten als auch Bionten kämpft. In der Unterwasserstadt Neopolis schließlich kämpfen Militärs und Putschisten um die Vormachtstellung. Den Putschisten gelingt es, einen alten Satelliten in ihre Gewalt zu bringen, mit dem sich die Erdplatten beschießen und dadurch Seebeben und Vulkanausbrüche auslösen lassen. Dabei wird jedoch auch eine uralte Rasse riesiger Meeresbewohner befreit, die nun das gesamte atlantische Bündnis bedroht. Flint muss alles tun, um diese neue Gefahr aufzuhalten.

## Spielprinzip
Aquanox ist eine Unterwassersimulation, bei der die Kämpfe gegen feindliche U-Boote im Mittelpunkt stehen. Das Spiel ist in verschiedene Missionen unterteilt, die der Spieler in Form von Aufträgen erhält. Durch das Erledigen dieser Aufträge erhält Flint Credits, für die er sich verbesserte U-Boot-Typen oder Ausrüstung kaufen kann. Während der Vorgänger Schleichfahrt vom Spieler eine eher taktische Vorgehensweise während der Kämpfe erforderte, wurde Aquanox vor allem bei den Kämpfen deutlich actionreicher inszeniert und die Komplexität der Steuerung stark reduziert und vereinfacht. Anstelle des Joysticks kann das Spiel auch mit der Maus gesteuert werden. Aquanox lehnt sich damit an die Spielweise actionreicher Weltraum-Flugsimulationen und Ego-Shooter an.

## Entwicklung
Obwohl eine Fortsetzung bereits im Abspann von Schleichfahrt angedeutet wurde und es vorherige Berichte gab, wurde Aquanox offiziell im November 2000 von Ravensburger Interactive (später unter dem Label Fishtank Interactive) angekündigt. Es wurde mithilfe der von Massive selbst programmierten KRASS-Engine entwickelt und gehörte zu den ersten Spielen mit Unterstützung von Nvidias Grafiktechnik Transform and Lighting (T&L). Das Spiel diente dem Grafikchiphersteller daher auch als Referenzspiel für die neuen technischen Möglichkeiten der kommenden Geforce-3-Baureihe. In Kooperation mit dem Grafikkartenhersteller ELSA, der als offizieller Nvidia-Partner mit der Gladiac 920 eines der ersten Geforce-3-Verkaufsmodelle entwickelte, präsentierte Massive das Spiel im August 2001 auf der Branchenmesse ECTS. Als Werbung für das Spiel veröffentlichte Massive im September 2001 auf der offiziellen Website ein kleines Flashspiel im Stil von Moorhuhn. Am 4. Oktober 2001 wurde die Fertigstellung der Entwicklung bekanntgegeben, am 11. Oktober kam Aquanox in den deutschsprachigen Handel.

## Rezeption
In Deutschland erhielt das Spiel sehr gute Wertungen. Die GameStar bewertete das Spiel mit „Geniale Grafik, tolle Missionen, wahnsinniges Geschlampe“. Dank neuester Grafiktechnik wirke die Spielwelt faszinierend und das Missionsdesign sorge für spielerische Abwechslung. Bemängelt wurde dagegen die Künstliche Intelligenz der Gegner, die fehlende Mausunterstützung für die Menüsteuerung oder der wenig durchdacht wirkende Mehrspielermodus. Die PC Games kritisierte in ihrem Test viele Programmfehler und bezeichnete die Menü- und Joysticksteuerung als „schlicht unfertig“. Dennoch kamen beide zu einer positiven Wertung und vergaben jeweils 85 %. Ausländische Medien beurteilten das Spiel kritischer. Gamespot vergab lediglich 6,1 von 10 Punkten, IGN 7 von 10, JeuxVideo 15 von 20. Der Aggregator Metacritic ermittelte für das Spiel einen Metascore von 63/100.

### Verkaufserfolg und Nachfolger
In Deutschland erreichte das Spiel bereits nach der ersten Verkaufswoche Platz 1 der Media-Control-Verkaufscharts. 2002 veröffentlichte Massive einen Nachfolger mit dem Titel Aquanox 2: Revelation. Im Jahr 2020 erschien von THQ Nordic mit Aquanox Deep Descent ein weiterer Nachfolger.